# Psilotreta falcula
Psilotreta falcula is een schietmot uit de familie Odontoceridae. De soort komt voor in het Palearctisch gebied.